# Leopold Hofmann
Lepold Hofmannn (1738-1793) Fue un compositor austriaco de música clásica.

## Biografía
Hofmann era hijo de un funcionario sumamente culto, y a la edad de siete años era corista en la capilla de la emperatriz Isabel.
También fue discípulo de Georg Christoph Wagenseil. Sus estudios incluyeron violín, clavecín y composición.
En 1758 es nombrado "musicus" en San Michael. Se convirtió en el director coral de la iglesia de San Pedro en 1764 y, en 1766, Maestro de capilla. En 1769 se hizo profesor de la familia imperial.
La posición de Maestro de Capilla en la Catedral de San Esteban de Viena, puesto al que llegó en 1772, suponía una gran responsabilidad y prestigio. En estas fechas, rehusó el cargo de director de la Capilla Imperial, pero fue destinado allí dos años más tarde, en 1774.
El episodio más conocido de su vida tiene que ver con Wolfgang Amadeus Mozart. El 9 de mayo de 1791, a propia petición, Mozart fue designado ayudante de Hofmann, un puesto sin salario. Cuando Hofmann enfermó gravemente, Mozart esperaba hacerse maestro de capilla si el maestro moría. Sin embargo, Hofmann sobrevivió a Mozart y mantuvo su puesto en la catedral hasta su muerte.

## Sinfonías
La lista siguiente fue preparada por George Cook Kimball en su tesis de Doctor en Filosofía.
- 1 \ Sinfonía en la mayor   (Kimbal A 1)

- 2 \ Sinfonía en la mayor   (Kimbal A 2)

- 3 \ Sinfonía en la mayor   (Kimbal A 3)

- 4 \ Sinfonía en la mayor   (Kimbal A 4)

- 5  \ Sinfonía en la mayor  (Kimbal A 5)

- 6 \ Sinfonía en la mayor  (Kimbal A 6)

- 7 \ Sinfonía en la mayor (perdida) (Kimbal A 8)

- 8 \ Sinfonía en la mayor  (Kimbal A 9)

- 9 \ Sinfonía en la mayor (perdida) (Kimbal A 10)

- 10 \ Sinfonía en si bemol mayor  (Kimbal B 1)

- 11 \ Sinfonía en si bemol mayor  (Kimbal B 2)

- 12 \ Sinfonía en si bemol mayor  (Kimbal B 3)

- 13 \ Sinfonía en si bemol mayor  (Kimbal B 4)

- 14 \ Sinfonía en si bemol mayor  (Kimbal B 5)

- 15 \ Sinfonía en si bemol mayor (perdida) (Kimbal B 6)

- 16 \ Sinfonía en si bemol mayor (perdida) (Kimbal B 7)

- 17 \ Sinfonía en do mayor  (Kimbal C 1)

- 18 \ Sinfonía en do mayor  (Kimbal C 2)

- 19 \ Sinfonía en do mayor (perdida) (Kimbal C 3)

- 20 \ Sinfonía en do mayor  (Kimbal C 4)

- 21 \ Sinfonía en do mayor  (Kimbal C 5)

- 22 \ Sinfonía en do mayor  (Kimbal C 6)

- 23 \ Sinfonía en do mayor  (Kimbal C 7)

- 24 \ Sinfonía en do mayor (Kimbal C 8)

- 25 \ Sinfonía en do mayor (perdida) (Kimbal C 9)

- 26 \ Sinfonía en do mayor   (Kimbal C 10)

- 27 \ Sinfonía en do mayor   (Kimbal C 11)

- 28 \ Sinfonía en do mayor   (Kimbal C 12)

- 29 \ Sinfonía en do mayor   (Kimbal C 13)

- 30 \ Sinfonía en do mayor   (Kimbal C 14)

- 31 \ Sinfonía en do mayor (perdida) (Kimbal C 15)

- 32 \ Sinfonía en do mayor (perdida) (Kimbal C 16)

- 33 \ Sinfonía en re menor (perdida) (Kimbal D 1)

- 34 \ Sinfonía en re mayor (Kimbal D 2)

- 35 \ Sinfonía en re mayor (Kimbal D 3)

- 36 \ Sinfonía en re mayor (Kimbal D 4)

- 37 \ Sinfonía en re mayor (Kimbal D 5)

- 38 \ Sinfonía en re mayor (Kimbal D 6)

- 39 \ Sinfonía en re mayor (Kimbal D 7)

- 40 \ Sinfonía en re mayor (Kimbal D 8)

- 41 \ Sinfonía en re mayor (Kimbal D 9)

- 42 \ Sinfonía en re mayor (Kimbal D 10)

- 43 \ Sinfonía en Mi bemol mayor (Kimbal E 1)

- 44 \ Sinfonía en Mi bemol mayor (Kimbal E 2)

- 45 \ Sinfonía en Mi bemol mayor (Kimbal E 3)

- 46 \ Sinfonía en Mi bemol mayor (Kimbal E 4)

- 47 \ Sinfonía en Mi bemol mayor (Kimbal E 5)

- 48 \ Sinfonía en Mi bemol mayor (Kimbal E 6)

- 49 \ Sinfonía en Mi bemol mayor (perdida) (Kimbal E 7)

- 50 \ Sinfonía en Mi bemol mayor  (Kimbal E 8)

- 51 \ Sinfonía en Fa mayor (Kimbal F 1)

- 52 \ Sinfonía en Fa mayor (Kimbal F 2)

- 53 \ Sinfonía en Fa mayor  (Kimbal F 3)

- 54 \ Sinfonía en Fa mayor  (Kimbal F 4)

- 55 \ Sinfonía en Fa mayor  (Kimbal F 5)

- 56 \ Sinfonía en Fa mayor  (Kimbal F 6)

- 57 \ Sinfonía en Fa mayor  (Kimbal F 7)

- 58 \ Sinfonía en sol mayor (Kimbal G1)

- 59 \ Sinfonía en sol mayor (perdida) (Kimbal G 2)

- 60 \ Sinfonía en sol menor (perdida) (Kimbal G 3)

- 61 \ Sinfonía en sol mayor  (Kimbal G 4)

- 62 \ Sinfonía en sol mayor  (Kimbal G 5)

- 63 \ Sinfonía en sol mayor  (Kimbal G 6)

## Conciertos
Badley I:A 1 \  Concerto para clavecín en la mayor
Badley I:B 1 \  Concerto para clavecín en si bemol mayor
Badley I:C 1 \  Concerto para clavecín en do mayor
Badley I:C 2 \  Concerto para clavecín en do mayor
Badley I:C 3 \  Concerto para clavecín en do mayor
Badley I:C 4 \  Concerto para clavecín en do mayor
Badley I:C 5 \  Concerto para clavecín en do mayor
Badley I:C 6 \  Concerto para clavecín en do mayor
Badley I:C 7 \  Concerto para clavecín en do major
Badley I:C 8 \  Concerto para clavecín en do mayor
Badley I:C 9 \  Concerto para clavecín en do mayor
Badley I:C10 \  Concerto para clavecín en do mayor
Badley I:C11 \  Concerto para clavecín en do mayor
Badley I:C12 \  Concerto para clavecín en do mayor
Badley I:C13 \  Concerto para clavecín en do mayor
Badley I:C14 \  Concerto para clavecín en do mayor
Badley I:C15 \  Concerto para clavecín en do mayor (perdido)
Badley I:C16 \  Concerto para clavecín en do mayor (perdido)
Badley I:D 1 \  Concerto para clavecín en do mayor
Badley I:D 2 \  Concerto para clavecín en re mayor
Badley I:F 1 \  Concerto para clavecín en Fa mayor
Badley I:F 2 \  Concerto para clavecín en Fa mayor
Badley I:F 3 \  Concerto para clavecín en Fa mayor
Badley I:F 4 \  Concerto para clavecín en Fa mayor
Badley I:F 5 \  Concerto para clavecín en Fa mayor
Badley I:F 6 \  Concerto para clavecín en Fa mayor
Badley II:A1 \  Concerto para flauta en la mayor
Badley II:A2 \  Concerto para flauta en la mayor
Badley II:D1 \  Concerto para flauta en re mayor (atribuido a Joseph Haydn Hob. VIIf:1)
Badley II:D2 \  Concerto para flauta en re mayor
Badley II:D3 \  Concerto para flauta en re mayor
Badley II:D4 \  Concerto para flauta en re mayor
Badley II:D5 \  Concerto para flauta en re mayor
Badley II:D6 \  Concerto para flauta en re mayor
Badley II:e1 \  Concerto para flauta en mi menor
Badley II:G1 \  Concerto para flauta en sol mayor
Badley II:G2 \  Concerto para flauta en sol mayor
Badley II:G3 \  Concerto para flauta en sol mayor
Badley II:G4 \  Concerto para flauta en sol mayor
Badley III:C1 \  Concerto para oboe en do mayor
Badley III:C3 \  Concerto para oboe en Do mayor 
Badley III:d1 \  Concerto para oboe en Do menor
Badley III:F1 \  Concerto para oboe en Fa mayor
Badley III:G1 \  Concerto para oboe en sol mayor
Badley V:C1 \  Concerto para chelo en do mayor
Badley V:C2 \  Concerto para chelo en do mayor
Badley V:C3 \  Concerto para chelo en do mayor
Badley V:C4 \  Concerto para chelo en do mayor (perdido)
Badley V:D1 \  Concerto para chelo en re mayor
Badley V:D2 \  Concerto para chelo en re mayor
Badley V:D3 \  Concerto para chelo en re mayor
Badley V:D4 \  Concerto para chelo en re mayor (perdido)
Badley VI:A1 \  Concerto para violín en la mayor
Badley VI:A2 \  Concerto para violín en la mayor
Badley VI:B1 \  Concerto para violín en si bemol mayor
Badley VI:B2 \  Concerto para violín en si bemol mayor
Badley VI:B3 \  Concerto para violín en si bemol mayor (perdido)
Badley VI:C1 \  Concerto para violín en do mayor
Badley VI:C2 \  Concerto para violín en do mayor (perdido)
Badley VI:D1 \  Concerto para violín en re mayor
Badley VI:G1 \  Concerto para violín en sol mayor (perdido)
Badley VII:C1 \ Concerto para oboe y clavecín en do mayor
Badley VII:C2 \ Concerto para 2 clavecines en do mayor
Badley VII:F1 \ Concerto para  oboe y clavecín en Fa mayor
Badley VII:G1 \ Concerto para  violín y chelo en sol mayor
Badley VII:G2 \ Concerto para flauta y clavecín en sol mayor
Badley VIII:A1 \ Concertino para violín, viola & chelo en La mayor
Badley VIII:A2 \ Concertino para clavecín, flauta, violín y chelo en La mayor
Badley VIII:B1 \ Concertino para 2 violines, viola y chelo en si bemol mayor 
Badley VIII:C1 \ Concertino para chelo y 2 oboes en do mayor
Badley VIII:C2 \ Concertino para violín, viola y chelo en do mayor
Badley VIII:C3 \ Concertino para clavecín en do mayor 
Badley VIII:C4 \ Concertino para 2 oboes en do mayo
Badley VIII:C5 \ Concertino para viola & chelo en do mayor (perdido)
Badley VIII:C6 \ Divertimento para clavecín en do mayor
Badley VIII:D1 \ Concertino para 2 violines, viola y chelo en re mayor
Badley VIII:D2 \ Cassatio in re mayor
Badley VIII:D3 \ Concertino para 2 flautas in re mayor
Badley VIII:D4 \ Concertino para viola y chelo en re mayor (perdido)
Badley VIII:D5 \ Concertino para violín y chelo en re mayor (perdido)
Badley VIII:E1 \ Concertino para violín y chelo en mi mayor
Badley VIII:Es1 \Concertino para violín, viola y chelo en mi bemol mayor
Badley VIII:Es2 \Concertino para 2 violas y chelo en mi bemol mayor
Badley VIII:F1 \ Concertino para 2 violines, viola y chelo en Fa mayor
Badley VIII:F2 \ Concertino para clavecín en Fa mayor
Badley VIII:F3 \ Concertino para violín, viola y chelo en Fa mayor
Badley VIII:G1 \ Concertino para clavecín en sol mayor
Badley VIII:G2 \ Concertino para 2 violines, viola y chelo en sol mayor
- Datos: Q489454
- Multimedia: Leopold Hofmann / Q489454